# Nathalie Dechy
Nathalie Dechy (21 de febrero de 1979, Les Abymes, Guadeloupe) es una tenista profesional francesa.
Dechy ha ganado a lo largo su carrera tres títulos del Grand Slam, todos ellos en la categoría de dobles: junto a Vera Zvonareva consiguió el título de dobles femenino en el Abierto de los Estados Unidos de 2006; y en 2007, ganó el Torneo de Roland Garros en categoría dobles mixtos junto a Andy Ram, y el Abierto de los Estados Unidos en categoría dobles femenino junto a Dinara Sáfina.
Su mayor logro en categoría individual es haber alcanzado las semifinales del Abierto de Australia en 2005, donde perdió contra Lindsay Davenport.

## Finales del Grand Slam

### Dobles femenino

#### Ganadora (2)
| Año  | Torneo    | Compañera      | Oponentes en la final            | Resultado |
| 2006 | U.S. Open | Vera Zvonareva | Katarina Srebotnik Dinara Sáfina | 7-6, 7-5  |
| 2007 | U.S. Open | Dinara Sáfina  | Yung-jan Chan Chia-jung Chuang   | 6-4, 6-2  |

### Dobles mixtos

#### Ganadora (1)
| Año  | Torneo                  | Compañero | Oponentes en la final             | Resultado |
| 2007 | Torneo de Roland Garros | Andy Ram  | Katarina Srebotnik Nenad Zimonjić | 7-5, 6-3  |

## Títulos (6; 1+5)

### Individuales (1)
| Leyenda (Individual)      |
| Tier I (0)                |
| Tier II (0)               |
| Tier III (1)              |
| Tier IV (0)               |
| Grand Slam (0)            |
| WTA Tour Championship (0) |
| ITF Circuit (1)           |

| No. | Fecha              | Torneo                          | Superficie | Oponente en la final    | Resultado   |
| 1.  | 5 de enero de 2003 | Torneo de Gold Coast, Australia | Dura       | Marie-Gayanay Mikaelian | 6–3 3–6 6–3 |

### Dobles (5)
| Leyenda (Dobles)          |
| Tier I (1)                |
| Tier II (1)               |
| Tier III (0)              |
| Tier IV (1)               |
| Grand Slam (2)            |
| WTA Tour Championship (0) |
| ITF Circuit (0)           |

| No. | Fecha                    | Torneo                  | Superficie    | Compañera       | Oponente en la final               | Resultado        |
| 1.  | 10 de febrero de 2002    | París, Francia          | Moqueta       | Meilen Tu       | Yelena Dementieva Janette Husárová | w/o              |
| 2.  | 10 de septiembre de 2006 | US Open, Nueva York     | Dura          | Vera Zvonareva  | Dinara Sáfina Katarina Srebotnik   | 7–6 7–5          |
| 3.  | 14 de mayo de 2007       | Roma, Italia            | Tierra batida | Mara Santangelo | Tathiana Garbin Roberta Vinci      | 6–4 6–1          |
| 4.  | 9 de septiembre de 2007  | US Open, Nueva York     | Dura          | Dinara Sáfina   | Yung-jan Chan Chia-jung Chuang     | 6–4 6–2          |
| 5.  | 10 de enero de 2009      | Auckland, Nueva Zelanda | Dura          | Mara Santangelo | Nuria Llagostera Arantxa Parra     | 4–6 7-6(3) 12–10 |

### Dobles mixtos (1)
| No. | Fecha              | Torneo                        | Superficie    | Compañero | Oponente en la final              | Resultado |
| 1.  | 7 de junio de 2007 | Roland Garros, París, Francia | Tierra batida | Andy Ram  | Katarina Srebotnik Nenad Zimonjić | 7–5 6–3   |

## Clasificación en torneos del Grand Slam
| Torneo               | 2008 | 2007 | 2006 | 2005 | 2004 | 2003 | 2002 | 2001 | 2000 | 1999 | 1998 | 1997 | 1996 | 1995 |
| -------------------- | ---- | ---- | ---- | ---- | ---- | ---- | ---- | ---- | ---- | ---- | ---- | ---- | ---- | ---- |
| Abierto de Australia | 1r   | 1r   | 1r   | SF   | 4r   | 3r   | 3r   | 1r   | 1r   | 1r   | 1r   | 1r   | -    | -    |
| Roland Garros        | 2r   | 2r   | 3r   | 3r   | 1r   | 3r   | 3r   | 3r   | 1r   | 3r   | 3r   | 1r   | 2r   | 1r   |
| Wimbledon            | 2r   | 1r   | 1r   | 4r   | 3r   | 3r   | 3r   | 2r   | 3r   | 4r   | 1r   | 2r   | 1r   | -    |
| US Open              | 1r   | 1r   | 1r   | 4r   | 3r   | 2r   | 3r   | 2r   | 2r   | 1r   | 4r   | 2r   | 2r   | -    |